# Chalcides sphenopsiformis
Espèce
Synonymes
- Anisoterma sphenopsiforme Duméril, 1856
- Sphenops meridionalis Günther, 1871
- Chalcides moseri Ahl, 1937

Statut de conservation UICN

 LC  : Préoccupation mineure
Chalcides sphenopsiformis est une espèce de sauriens de la famille des Scincidae.

## Répartition
Cette espèce se rencontre dans le Sud du Maroc, au Sahara occidental, en Mauritanie et au Sénégal. Sa présence est incertaine en Libye.

## Publication originale
- Duméril, 1856 : Note sur les reptiles du Gabon. Revue et Magasin de Zoologie Pure et Appliquée, Paris, sér. 2, vol. 8, p. 369-377, 417–424, 460–470 & 553–562 (texte intégral).